# Iytenu
Iytenu war ein altägyptischer König (Pharao) der 8. Dynastie (Erste Zwischenzeit).

## Herrschaft
Einzig im Namen einer Frau, Sat-Ijtjenu, auf einer Scheintür aus Sakkara bezeugter König, wahrscheinlich der 8. Dynastie. Der Eigenname könnte auch semitisch Jaádan sein.